# 新井旅館
新井旅館（あらいりょかん）は静岡県伊豆市にある修善寺温泉の老舗旅館。

## 概要
明治から昭和初期にかけて館主を務めた三代目・相原沐芳（あいはらもくほう：本名寛太郎）が、日本画家の安田靫彦や横山大観をはじめとする文人墨客と親交が深く、その縁で日本画や文学など数多くの作品が生まれる舞台となった。
芸術家の感性は建物や庭園にも生かされ、今では貴重な文化遺産となっている。1998年（平成10年）9月には、客室棟や浴場など15件の建物が国の登録有形文化財に登録された。旅館業の傍ら、文化財となった建物を案内する「文化財ガイドツアー」を行うほか、若手女流書家である金澤翔子の美術館「銀座 金澤翔子美術館 修善寺」を開設するなど、文化振興にも力を注いでいる。

## 沿革
- 1872年（明治5年） - 「養気館新井」として創業
- 1881年（明治14年） - 登録有形文化財「青州楼」建築
- 1899年（明治32年） - 登録有形文化財「渡りの橋」、「雪の棟（客室棟）」建築
- 1908年（明治41年） - 登録有形文化財「霞の棟（客室棟）」建築
- 1916年（大正5年） - 登録有形文化財「桐の棟（客室棟）」改築（建築年代不明）
- 1919年（大正8年） - 登録有形文化財「月の棟（客室棟）」建築
- 1924年（大正14年） - 登録有形文化財「甘泉楼」建築
- 1927年（昭和2年） - 登録有形文化財「紅葉（離れ）」建築
- 1928年（昭和3年） - 登録有形文化財「山陽荘（横山大観のアトリエ兼居室。現在は「銀座 金澤翔子美術館 修善寺」として公開）」
- 1932年（昭和7年） - 登録有形文化財「あやめの棟（客室棟）」建築
- 1934年（昭和9年） - 登録有形文化財「花の棟（客室棟）」改築（建築年代不明）、大浴場「天平大浴堂」建築
- 1935年（昭和10年） - 登録有形文化財「吉野の棟（客室棟）」建築
- 1998年（平成10年） - 15件の建物が国の登録有形文化財に登録される
- 2014年（平成26年） - 貸切風呂「琵琶湖風呂」および「家族風呂」を改修し、「睡蓮」「翡翠」完成
- 2016年（平成28年） - 大正5年改築の「桐の棟」を改修
- 2018年（平成30年） - 未使用となっていた「霞の棟」「桂の棟」を改修、31室に。同時に青州楼内に食事処「清渓」を整備
- 2022年（令和4年） - 多目的ホール「祥雲」を全面改修。壁一面をライブラリとした「東裡」として整備
- 2023年（令和5年） - 客室（月棟・桂棟を除く）内のガラスを、防寒性・遮音性を高めるためペアガラス化。花棟の一角に半露天となる「折節の湯 雪花」を整備。

## 施設
- 客室数：和室31室
- 収容人員：150名
- 敷地：3000坪

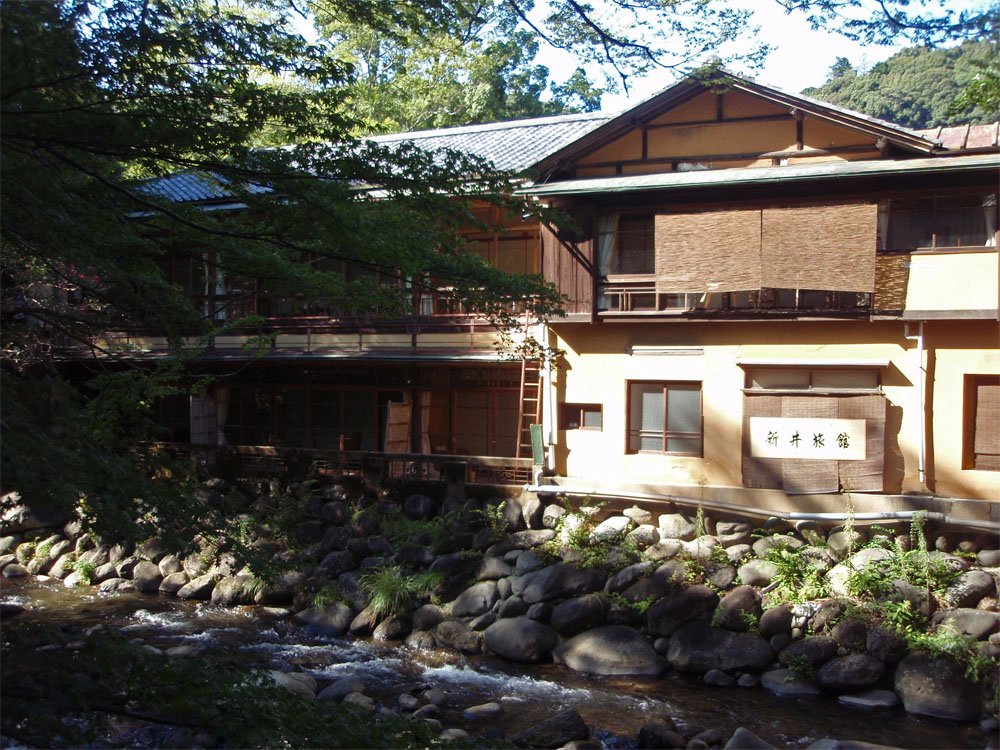
修善寺川方向から見た新井旅館

- 浴場：天平大浴堂・あやめの湯・木洩れ日の湯（野天風呂）・折節の湯 雪花（をりふしのゆ せっか・半露天風呂）・睡蓮（すいれん・貸切風呂）・翡翠（ひすい・貸切風呂）
- 宴会場：中宴会超 東（ひがし・35名収容）・大宴会場 甘泉（かんせん・150名収容）
- 食事処：清渓
- ライブラリ：東裡（とうり）
- 無料駐車場（EV充電器2台）

## 温泉
- 修善寺温泉
- 泉質：弱アルカリ性単純温泉
- 泉温：61.2℃
- 適応症：神経痛・筋肉痛・関節痛・五十肩・運動麻痺・関節のこわばり・うちみ・くじき・慢性消化器病・痔疾・冷え性・病後回復期・疲労回復・健康増進など

## 交通アクセス
- 東海道新幹線または東海道本線の三島駅から伊豆箱根鉄道駿豆線で終点の修善寺駅下車。路線バスで約7分。
- 東名高速道路沼津ICから伊豆縦貫自動車道、伊豆中央道、修善寺道路経由で約40分。

## 周辺観光施設
- 修禅寺
- 独鈷の湯
- 竹林の小径 - 2009年版ミシュランガイド「グリーン・ミシュラン」（旅行ガイドブック）で二ツ星獲得